# Vuelo 823 de United Airlines
El vuelo 823 de United Airlines era un vuelo programado desde el Aeropuerto Internacional de Filadelfia, Pensilvania, al Aeropuerto Internacional de Huntsville, Alabama, con 39 personas a bordo. El 9 de julio de 1964, aproximadamente a las 18:15 EST, la aeronave, un Vickers Viscount 745D, matrícula N7405.
se estrelló a 3,62 km al noreste de Parrottsville, Tennessee, después de experimentar un incendio incontrolable a bordo, matando a las 39 personas a bordo. El incendio de origen desconocido ocurrió en la cabina de pasajeros. Un pasajero abandonó la aeronave a través de la ventana de escape Nº4 antes del impacto pero no sobrevivió a la caída libre. Entre las víctimas se encontraba Durant da Ponte, profesor de literatura estadounidense y vicedecano de la escuela de posgrado de la Universidad de Tennessee.

## Aeronave
El vuelo 823 era un Vickers Viscount de 5 meses de antigüedad en la aerolínea, la aeronave no tenía casi reportes de problemas en el mantenimiento, United Airlines compró la aeronave meses antes de la fecha del accidente. 

## Accidente
El Vuelo 823 despegó del Aeropuerto Internacional de Filadelfia, hacia el Aeropuerto Internacional de Huntsville, horas después se perdió el contacto con la aeronave y rápidamente las autoridades inician una búsqueda implacable para encontrar el vuelo, finalmente se encontraron los restos carbonizados en el Condado de Cocke, minutos después de encontrar los restos llegan los investigadores al aérea del accidente. 

## Posible causa
El Informe del accidente del vuelo 823 fue publicado por la Junta de Aeronáutica Civil en junio de 1966, casi dos años después del accidente, declaró lo siguiente: 
 "La Junta no puede identificar la fuente de combustible, el punto de ignición del fuego o la causa de la maniobra final. "La investigación encontró que la causa probable fue "un incendio incontrolable en vuelo, de origen indeterminado, en el fuselaje, que resultó en una pérdida de control de la aeronave".

## Recuperación de los restos
Aproximadamente 33.000 libras del avión comercial fueron recuperados y gran parte de los restos, el peso faltante se atribuye a los muebles de la cabina que fueron destruidos por el fuego. Los restos fueron transportados al Laboratorio de Investigación Naval de Estados Unidos donde la Junta de Aeronáutica Civil reconstruyó el cuerpo de la aeronave.

## Mejoras en la seguridad aérea
Las muertes de los pasajeros hizo que se mejorarán los estándares de los investigadores para la recuperación de la CVR, también se modificaron los aviones Lockheed L-109C  para que los dispositivos tuvieran más espacio de grabación y que también se registrara los datos del sistema de la aeronave, se mejoró la revisión de los estándares para todos los registradores. También se abordaron los problemas potenciales con el sistema de extinción de incendios Pyrene Duo Head para los modelos Vickers Viscount y se mejoró el espacio para los compartimentos de calefacción y equipaje debajo del piso de la cabina de pasajeros, y se emitió una Directiva de Aeronavegabilidad, con todos los problemas y soluciones para evitar este tipo de tragedia. Se realizaron revisiones al Manual del Piloto Manuales de Mantenimiento e Instrucción Viscount y Manuales de Accesorios.